# ميلوش يوييتش
ميلوش يوييتش (بالصربية: Милош Јојић) وهو لاعب كرة قدم صربي ولد في يوم 19 مارس 1992 في بلدة ستارا بازفا في صربيا والجبل الأسود وهو يلعب بمركز الوسط المهاجم ويلعب حاليا مع نادي بوروسيا دورتموند في ألمانيا كما سبق ان لعب مع نادي جيدنستفو ستارا بازوفا ومع نادي بارتيزان بلغراد ومع نادي تيليوبتيك في صربيا، كما أنه لعب مع المنتخب الصربي لكرة القدم ويبلغ طول اللاعب 177 سم.

## وصلات خارجية
- ميلوش يوييتش على موقع الاتحاد الأوربي (الإنجليزية)
- ميلوش يوييتش على موقع قاعدة بيانات كرة القدم.إي يو (الإنجليزية)
- ميلوش يوييتش على موقع ناشيونال فوتبول تيمز (الإنجليزية)
- ميلوش يوييتش على موقع Soccerway.com (الإنجليزية)
- ميلوش يوييتش على موقع عالم كرة القدم.نت (الإنجليزية)
- ميلوش يوييتش على موقع AS.com (الإسبانية)